# Ferrari 458 Speciale
Ferrari 458 Speciale är en sportbil som den italienska biltillverkaren Ferrari introducerade på bilsalongen i Frankfurt 2013

## Ferrari 458 Speciale A

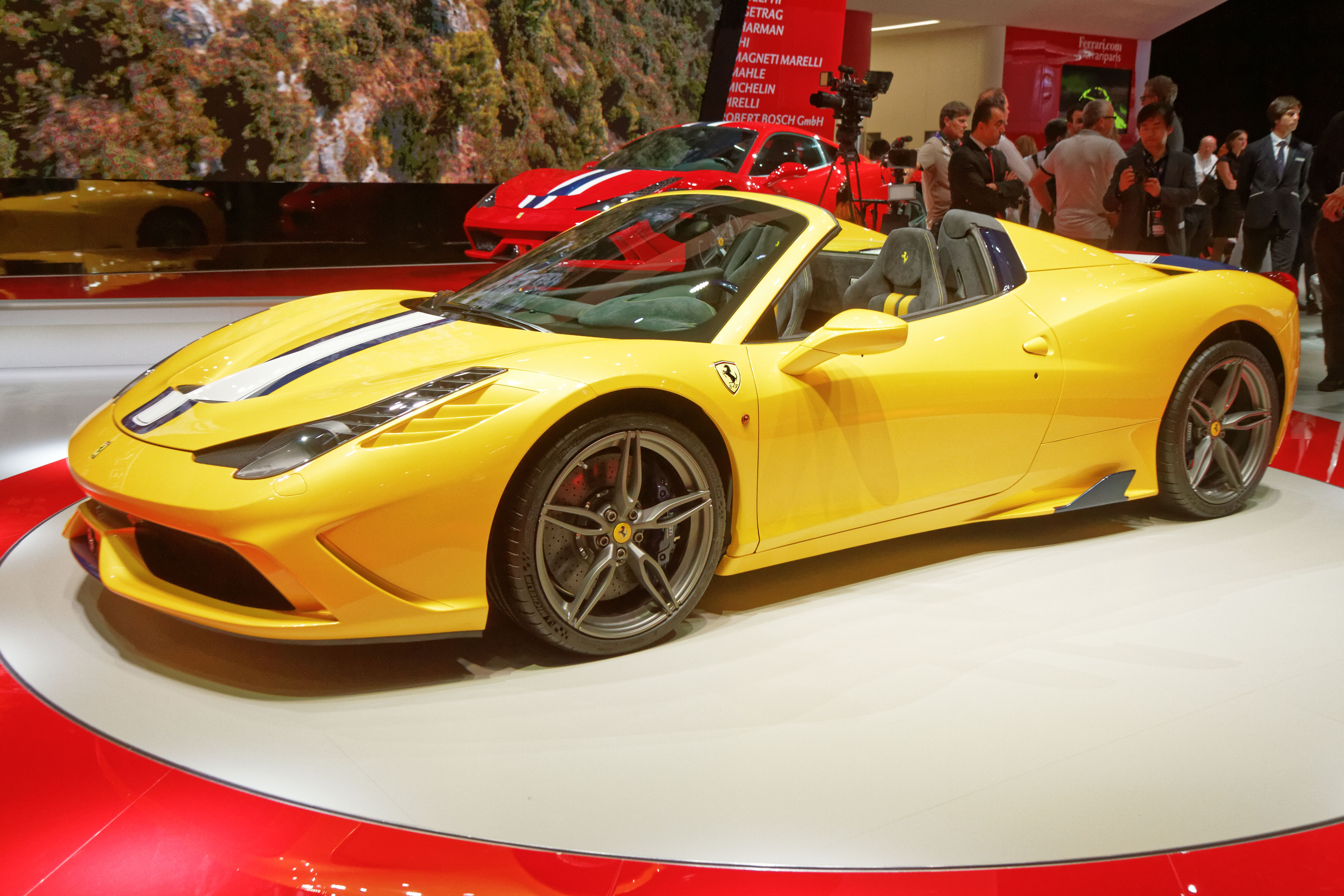

Ferrari 458 Speciale A är en cab variant av 458 Speciale. "A" står för "Aperta", som är italienska för "öppna" - och den är begränsad till endast 499 exempel. Precis som Ferrari 458 Speciale, har Aperta en 4,5 liters sugmotor V8 som ger 605 hästkrafter och ett vridmoment på 540 newtonmeter. 0–60 mph eller 0–100 km/h tar bara 3,0 sekunder och en topphastighet på 202 mph eller 325 km/h. Det är den mest kraftfulla, gatuveriation, Ferrari någonsin lanserats i en cab variant med en sugmotor V8.